# Philanthropinum Dessau
Philanthropinum (auch Philanthropin) [von altgriechisch φίλος (Freund) und άνθρωπος (Mensch)] ist der Name einer Schule des 18. Jahrhunderts sowie eines heutigen Gymnasiums in Dessau.

## Das historische Philanthropinum
Das Philanthropinum in Dessau bestand von 1774 bis 1793 und war die wichtigste Anstalt der pädagogischen Richtung des Philanthropismus.
Es wurde von Johann Bernhard Basedow (1724–1790) zusammen mit Christian Heinrich Wolke (1741–1825) gegründet und am 27. Dezember 1774 im Rautenstockschen Haus am Neumarkt eröffnet. Ursprünglich war die Schule als Ausbildungsstätte für Pädagogen gedacht, wurde jedoch ein Erziehungs- und Bildungsinstitut für Söhne des Adels und wohlhabender Bürger, an dem mit neuen Lehrmethoden gearbeitet wurde, die in ganz Europa Beachtung fanden.
Das Philanthropinum wurde, neben Basedow und Wolke, geprägt von pädagogischen Reformern wie Ernst Christian Trapp (1745–1818), dem ersten Professor der Pädagogik, und Christian Gotthilf Salzmann (1744–1811). Von 1779 bis 1787 wirkte August Friedrich Wilhelm Crome (1753–1833) an der Schule. Der Philologe und Künstler Carl Wilhelm Kolbe der Ältere (1759–1835) war von 1780 bis 1782 Lehrer für Französisch und von 1784 bis 1793 für Französisch und Kunst am Philanthropinum, Christian Ludwig Lenz war von 1784 bis 1787 Lehrer der alten Sprachen, ab 1785 bis 1807 Carl Philipp Funke (1752–1807). Auch der später berühmte Dichter Friedrich von Matthisson (1761–1831) war als Erzieher am Philanthropin tätig und verfasste hier für die Kinder ein Kinderschauspiel. Basedow und Wolke versuchten, Johann Peter Hundeiker (1751–1836) an das Philanthropinum zu engagieren, dieser übernahm jedoch 1775 zunächst das Kaufmannsgeschäft seines verstorbenen Vaters. Im Jahr 1804 gründete Hundeiker eine eigene Schule nach dem Dessauer Vorbild, das Philanthropin in Vechelde bei Braunschweig.
Basedow konnte den bedeutendsten deutschen Grafiker der damaligen Zeit, Daniel Chodowiecki (1726–1801) gewinnen, um ein Schulbuch anzufertigen, wobei Basedow und Wolke Themen und teilweise auch Motive vorgaben. Chodowiecki erstellte eine große Zahl an Bildtafeln selbst und überwachte die Arbeit weiterer Kupferstecher. Das entstandene Elementarwerk wurde Vorbild für illustrierte pädagogische Literatur.
1776 trat Basedow als Leiter der Einrichtung zurück, da er seine Ziele nicht verwirklicht sah. Darüber hinaus war er offenbar nicht in der Lage, das Lehrerkollegium zusammenzuhalten und adäquat zu leiten. Nachfolger Basedows wurde Joachim Heinrich Campe (1746–1818), der jedoch nach Streitigkeiten bereits 1777 Dessau wieder verließ. Nach Campe wurde die Schule von einem Direktorium geleitet.
1777 wurden der Schule von Fürst Franz Teile des Palais Dietrich zur Verfügung gestellt. Von 1780 bis 1793 nutzte die Schule das gesamte Palais.
Der Zugang zum Philanthropinum war weder an eine Konfession noch an einen Stand gebunden. Adelstitel wurden nicht verwendet. Aufgenommen wurden jedoch ausschließlich Jungen. Die Gleichheit der Schüler wurde nach außen durch einheitliche Kleidung und Kurzhaarfrisur sichtbar. 1778 wurden auch explizit die Kinder jüdischer Familien eingeladen, das Philanthropinum zu besuchen, auch eine Anstellung jüdischer Lehrer wurde in Aussicht gestellt. Nachdem sich in den folgenden Jahren keine jüdischen Interessenten gefunden hatten, kam es 1783 zu einem publizistischen Briefwechsel zwischen dem Lehrer Campe und dem aus Dessau stammenden jüdischen Philosophen Moses Mendelssohn.
Zu den ersten drei Schülern gehörte Erbprinz Friedrich von Anhalt-Dessau (1769–1814). Den höchsten Stand an Schülern hatte das Philanthropinum mit 53 Kindern 1782/1783, üblicherweise aus Familien mit aufgeklärten Eltern, wovon einige sogar aus West-, Nord- und Osteuropa kamen. Der bürgerliche Schüleranteil machte dabei während des Bestehens der Einrichtung etwa zwei Drittel der Belegschaft aus. Nach 1785 war die Schule jedoch fast eine reine Adelsschule.
Der Unterricht am Philanthropinum war lebenspraktisch orientiert und beinhaltete moderne Sprachen und Naturwissenschaften, sowie Fächer, die körperliche Tätigkeiten umfassten, wie Sport (Gymnastik) und handwerkliche Arbeiten, welche erstmals in der deutschen Bildungsgeschichte als Unterrichtsfächer eine tragende Rolle spielten. Pioniere waren die Philanthropen auch auf dem Gebiet der geschlechtlichen Unterweisung. Basedow wies schon sehr früh auf die große Bedeutung dieses Themas hin; Johann Heinrich Wolke versuchte die Unterweisung im praktischen Unterricht am Philanthropin; Salzmann schrieb später die erste Monographie zur sexuellen Unterweisung und Joachim Heinrich Campe stellte für seine „Allgemeine Revision“ zwei Bände für dieses Problem zur Verfügung.
Obwohl die Schulgründung damals in ganz Europa großes Aufsehen erregte, fand eine Reform der Schulen in Anhalt-Dessau nicht statt. Dabei waren die Reaktionen durchaus kontrovers, überwiegend jedoch anerkennend. Für Immanuel Kant ging vom Philanthropin eine Revolution des Erziehungswesens und sogar eine „Reform des bürgerlichen Wesens“ aus. Johann Gottfried Herder dagegen meinte, dass er „Basedow keine Kälber zu erziehen geben würde, geschweige den Menschen“. Karl Phillip Moritz Roman Andreas Hartknopf ist in Teilen eine Satire auf das Philanthropin und Basedows Ideen. Erst mit der Rückkehr des Theologen Carl Gottfried Neuendorf, der bereits früher am Philanthropinum gelehrt hatte, fanden grundlegende Änderungen und Neuerungen gegen viele Widerstände statt. Es wurde die Schulpflicht und ein Schulgelderlass eingeführt sowie eine Trennung von Schule und Kirche durchgesetzt.
1793 wurde das Philanthropinum geschlossen, nachdem die Zahl der Schüler stark abgenommen hatte und Spannungen im Kollegium zum Weggang vieler Lehrer geführt hatten. Zudem hatten sich finanzielle und organisatorische Probleme verschärft. Das Konzept der Schule wurde jedoch zum Vorbild einer Vielzahl ähnlicher Einrichtungen. Allein in Deutschland wurden über 60 Schulen der „Menschenfreunde“ gegründet. Weitere derartige Einrichtungen gab es in Frankreich, der Schweiz, Russland und Nordamerika.
In der Zeit des Nationalsozialismus trug die Schule den Namen des Naziführers Wilhelm Friedrich Loeper. Ab 1944 wurden die Jungs, die das 15. Lebensjahr vollendet hatten, zum Einsatz als Luftwaffenhelfer abgestellt.
Der Nachlass des Philanthropinums wird in der Anhaltischen Landesbücherei Dessau verwahrt.

## Das heutige Gymnasium Philanthropinum

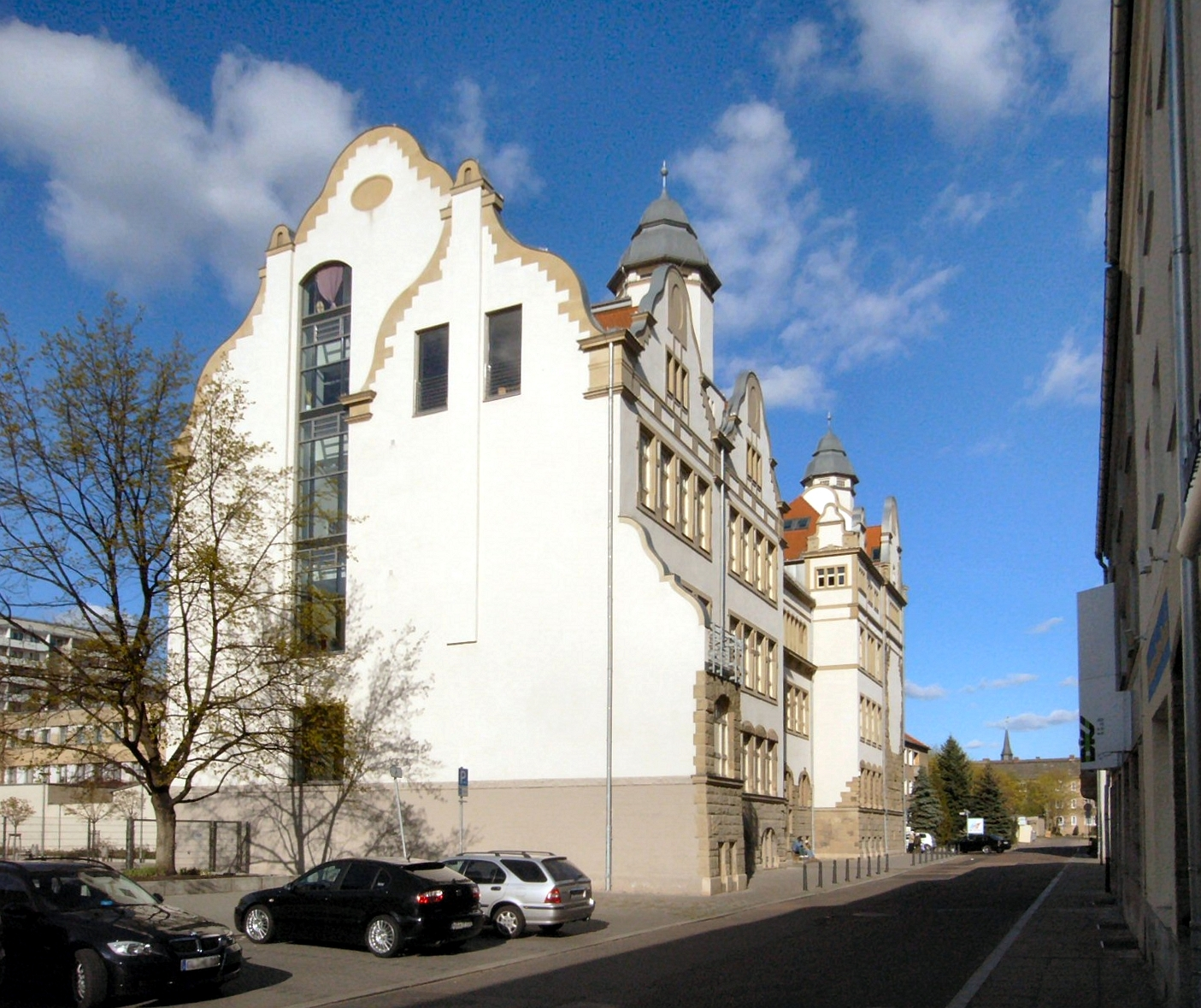
Gebäude des Gymnasiums Philanthropinum

1945 wurde das Dessauer Hauptmann-Loeper-Gymnasium in Goethe-Oberschule III umbenannt. Gymnasien gab es in der DDR nicht mehr. Die Schule zog im Juli 1945 in das alte Palais Dietrich, das bereits das historische Philanthropinum beherbergt hatte. Erster Direktor der Schule wurde Karl Schulze-Wollgast. Unter seiner Leitung begann dort am 1. Oktober 1945 für 142 Schüler und acht Lehrer der Unterricht. Ab dem 10. April 1947 durfte die Schule den Namen Philanthropinum tragen, mit dem an progressive Traditionen der Basedowschen Anstalt angeknüpft werden sollte.
Aufgrund steigender Schülerzahlen zog das Philanthropinum zuerst 1950 in einen Teil der Oberschule VII in der Mauerstraße und, seit 1959 als Erweiterte Oberschule „Philanthropinum“, 1961 in das Gebäude der ehemaligen Städtischen Handels-Realschule in der Friedrich-Naumann-Straße um. Dort wurde der Unterricht gemeinsam mit den Schülern der EOS „Rosa Luxemburg“ durchgeführt, bis letztlich 1968 beide Schulen unter dem Namen Erweiterte Oberschule „Philanthropinum“ zusammengeschlossen wurden. Im Gebäude war viele Jahre auch die Volkshochschule Dessau untergebracht.
Nach der politischen Wende wurde das Philanthropinum wieder zum Gymnasium und das Gebäude umfassend saniert. Nach Fusionen mit anderen Gymnasien wurden zwischenzeitlich mehr als 1.000 Schüler von über 100 Lehrern und Gastlehrern unterrichtet. Der Bevölkerungsrückgang in der Stadt Dessau-Roßlau zeigte sich auch in wieder sinkenden Schülerzahlen. So hat das Philanthropinum derzeit etwa 800 Schüler und 60 Lehrer. Die Schulleiterin des Gymnasiums ist seit 2017 Astrid Bach (Stand 2024).

## Ehemalige Schüler
- Friedrich August Müller (1767–1807), österreichischer Dichter, Abschluss 1785
- Ehrhard Voigt (1905–2004), Geologe und Paläontologe, Lehrstuhlinhaber in Hamburg
- Dieter Hallervorden (* 1935), Abitur 1953[14]
- Manfred Bieler (1934–2002), Abitur 1952
- Steffi Lemke, Abitur 1988
- Peter Kuras, Abitur 1976
- Cornelia Lüddemann, Abitur 1986